# Suan Phueng (huyện)
Suan Phueng (tiếng Thái: สวนผึ้ง) là một huyện (amphoe) ở phía tây của tỉnh Ratchaburi, miền trung Thái Lan.

## Lịch sử
Suan Phueng đã là một vùng nông thôn của Chom Bueng. Chính phủ Thái Lan đã phái một đoàn lính tới mở mang khu vực này vào thời kỳ 1968-1971. Sau nay đã lập một tiểu huyện (king amphoe) vào ngày 15 tháng 11 năm 1974, bao gồm ba tambon Suan Phueng, Pa Wai và Ban Bueng. Đơn vị này đã được chính thức nâng thành huyện ngày 1 tháng 4 năm 1983.

## Địa lý
Các huyện giáp ranh (từ phía bắc theo chiều kim đồng hồ) là: Mueang Kanchanaburi và Dan Makham Tia của tỉnh Kanchanaburi, Chom Bueng và Ban Kha của tỉnh Ratchanburi. Về phía tây là Tanintharyi Division của Myanmar.
Nguồn nước quan trọng ở huyện là sông Phachi.

## Hành chính
Huyện này được chia thành 4 phó huyện (tambon), các đơn vị này lại được chia ra thành 37 làng (muban). Có hai đô thị phó huyện (thesaban tambon): Suan Phueng nằm trên một phần của tambon Suan Phueng, và Ban Chat Pa Wai nằm trên một phần của  tambon Pa Wai và Tha Khoei.
| 1. | Suan Phueng | สวนผึ้ง   |  |
| 2. | Pa Wai      | ป่าหวาย  |  |
| 4. | Tha Khoei   | ท่าเคย   |  |
| 7. | Thanao Si   | ตะนาวศรี |  |

The Các con số không có trong bảng này là the tambon nay tạo thành tiểu huyện Ban Kha.